# Les Palmes de monsieur Schutz
Pour les articles homonymes, voir Les Palmes de monsieur Schutz (homonymie).
Les Palmes de monsieur Schutz est une pièce de théâtre de Jean-Noël Fenwick créée le 19 septembre 1989 au théâtre des Mathurins.

## Résumé
La pièce est une comédie inspirée très librement de la vie de Pierre et Marie Curie et raconte leurs travaux à l'École supérieure de physique et de chimie industrielles de la ville de Paris (ESPCI ParisTech), où ils ont découvert que l'uranium émettait un courant électrique et l'existence du radium. L'École est alors dirigée par Paul Schützenberger, « Monsieur Schutz », qui cherche à obtenir les palmes académiques, d'où le titre de la pièce.

## Productions
La pièce est créée au théâtre des Mathurins en septembre 1989 dans une mise-en-scène de Gérard Caillaud qui interprète également le rôle de M. Schutz, alors que Sonia Vollereaux et Stéphane Hillel incarnent respectivement Marie et Pierre Curie. La production connait un franc succès, avec plus de 1000 représentations.  Après quatre Molières en 1990, la pièce est reprise en 1990 au théâtre des Célestins, à Lyon, avec la même distribution.  
À Montréal, la pièce est montée durant l'été 1991 dans le cadre du festival Juste pour rire, avant de partir en tournée à travers le Québec.  Denise Filiatrault signe la mise-en-scène et les rôles principaux sont tenus par Sylvie Drapeau (Marie Curie), Henri Chassé (Pierre Curie),  Germain Houde (M. Shutz) et Jean-Louis Roux (le recteur).  Succès critique et populaire, la production marque le début d'une collaboration de 12 ans entre Filiatrault et le festival Juste pour rire.
Par la suite,  la pièce est présentée en 1993 au théâtre de la Michodière, en 1994 aux Mathurins et en 1997 à nouveau à la Michodière (toujours dans la mise en scène de Gérard Caillaud).  Une reprise a eu lieu en 2013 au Théâtre Michel . La pièce est aussi adaptée dans 21 pays dont la Chine et le Japon.

## Adaptation au cinéma
La pièce est adaptée au cinéma en 1997 par Claude Pinoteau avec Isabelle Huppert, Charles Berling et Philippe Noiret.

## Historique des représentations

### Théâtre des Mathurins, 1989
Du 18 septembre 1989 au ?
- Mise en scène : Gérard Caillaud
- Décors et costumes : Jacques Voizot
- Lumières : Geneviève Soubirou
- Musique : Frédéric Chopin, interprète Bénédicte Filone

Avec
- Stéphane Hillel : Pierre Curie
- Sonia Vollereaux : Marie Curie
- Christiane Muller : Georgette
- Patrick Zard' : Gustave Bémont
- Gérard Caillaud : Rodolphe Schutz
- Claude d'Yd : le recteur de Clausat
- Pascal Vinet : Blaise, le commis

Reprise avec la même distribution au théâtre des Célestins du 19 décembre au 14 janvier 1991.

### Théâtre de la Michodière, 1993
Du 10 juillet 1993 au 2 janvier 1994
Avec
- Jean-Paul Bordes : Pierre Curie
- Ninou Fratellini : Marie Curie
- Michèle Bardollet : Georgette
- Patrick Zard' : Gustave Bémont
- Franck-Olivier Bonnet : Rodolphe Schutz
- Claude d'Yd : le recteur de Clausat
- Franck Walega : Blaise, le commis

### Théâtre des Mathurins, 1994
Du 20 mai 1994 au 15 juillet 1995
Avec
- Emmanuel Patron : Pierre Curie
- Beata Nilska : Marie Curie
- Claudine Collas : Georgette
- Jean Dell : Gustave Bémont
- Gérard Caillaud : Rodolphe Schutz
- Claude d'Yd : le recteur de Clausat
- Pascal Vinet : Blaise, le commis

### Théâtre de la Michodière, 1997
Du 10 juillet 1997 au ?
Avec
- Emmanuel Patron : Pierre Curie
- Beata Nilska : Marie Curie
- Christiane Muller : Georgette
- Patrick Zard' : Gustave Bémont
- Gérard Caillaud : Rodolphe Schutz
- Claude d'Yd : le recteur de Clausat
- Nils Zachariasen : Blaise, le commis

### Théâtre Michel, 2013
Du 19 septembre 2013 au 24 mai 2014
Même équipe artistique sauf
- Direction artistique : Patrick Zard’ d'après la mise en scène de Gérard Caillaud
- Costumes : Brigitte Faur-Perdigou
- Affiche Philippe Lemoine

Avec
- Benjamin Egner : Pierre Curie
- Constance Carrelet : Marie Curie
- Valérie Vogt : Georgette
- Guillaume Bouchède : Gustave Bémont
- Daniel Hanssens : Rodolphe Schutz
- Michel Crémadès : le recteur de Clausat
- Nicolas Coutellier : Blaise (le Commis)

## Distinctions

### Récompenses
- Molières 1990 :
  - Meilleur spectacle du théâtre privé
  - Meilleur auteur pour Jean-Noël Fenwick
  - Meilleur metteur en scène pour Gérard Caillaud
  - Meilleur décorateur pour Jacques Voizot
- Grand prix du jeune théâtre de l'Académie française
- Prix de l'Académie des U

### Nominations
- Molières 1990 :
  - Meilleur spectacle comique
  - Meilleure comédienne pour Sonia Vollereaux
  - Meilleur comédien dans un second rôle pour Gérard Caillaud
  - Meilleure comédienne dans un second rôle pour Christiane Muller
  - Révélation théâtrale pour Sonia Vollereaux